# Anomala imperfecta
Anomala imperfecta är en skalbaggsart som beskrevs av Ohaus 1915. Anomala imperfecta ingår i släktet Anomala och familjen Rutelidae. Inga underarter finns listade i Catalogue of Life.